# Lejesæd
 Der er for få eller ingen kildehenvisninger i denne artikel, hvilket er et problem. Du kan hjælpe ved at angive troværdige kilder til de påstande, som fremføres i artiklen.

Lejesæd er betegnelsen for korn eller frøafgrøder, der ikke har tilstrækkeligt stive strå, hvorfor disse bøjer sig tæt ved jordoverfladen. Lejesæd kan forværres ved overgødskning eller i særligt gode vækstår, hvor akset bliver tungere end normalt. Kraftige regnbyger i slutningen af vækstsæsonen kan også skabe lejesæd, i og med at vand på blade og aks på det enkelte kornstrå gør disse voldsomt tungere.
Lejesæd er et problem, dels fordi det kan være vanskeligt at høste afgrøden, selvom moderne mejetærskere har særlige opsamlingsmekanismer til det, og dels fordi kornet i de nedbøjede aks kan komme i kontakt med jorden og spire med forringet udbytte og kvalitet af høsten som resultat.

## Modvirkning af lejesæd
Der er flere brugbare metoder til at forhindre lejesæd:
- Brug af stråforkortere
- Reduceret gødskning
- Gødskning i flere tempi

Oprindeligt blev lejesæd betragtet som et teknisk problem, der kunne løses ad kemisk vej. Men fra år 2000, hvor undersøgelser kom frem til den konklusion, at stråforkortere medførte nedsat fertilitet, bliver brugen af disse stoffer af nogle anset for at være et problem for folkesundheden. De danske vandmiljøplaner har medført en kraftig restriktion i kvælstoftilførslen, og dermed reduceret problemet. Yderligere tilfører man nu gødning i flere tempi, så en del af kvælstoftilførslen først sker på det tidspunkt, hvor aksdannelsen sker. Ved at tilføre gødning (primært kvælstof) ad flere omgange "tvinger" man afgrøden til at afsætte et kortere og stivere strå med mindre risiko for at bøje.